# Chana Seneš (loď)
Chana Seneš (hebrejsky: חנה סנש, původně Andarta) byla 250tunová dieselová loď, která v prosinci 1945 převezla 252 židovských uprchlíků (převážně přeživších holocaustu) z Itálie do britské mandátní Palestiny (dnešního Izraele). Pojmenována byla na počest židovské výsadkářky a básnířky Chany Seneš.

## Plavba a osud lodi

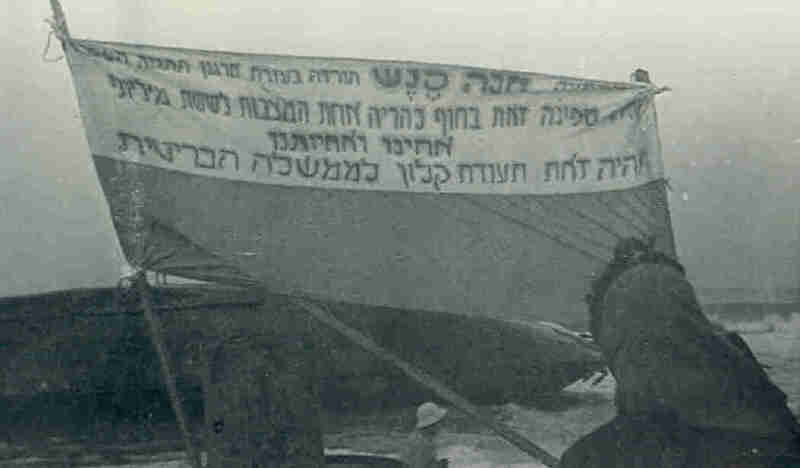
Vlajka umístěná na vrak Chany Seneš

Loď Andarta byla zakoupena v italském Janově počátkem prosince 1945 lidmi Mosadu le-alija Bet za 40 tisíc dolarů, které věnovali italští židovští donátoři. Následně byla upravena pro potřeby nadcházející plavby a byla opatřena provizorními lůžky. 14. prosince opustila severoitalskou Savonu a následně plula kolem Messiny, přes Egejské moře, kolem Kréty, Rhodosu, podél tureckého pobřeží, Kypru až k libanonskému pobřeží. Cesta na moři byla náročná a podmínky na lodi se zhoršovaly. K pobřeží Nahariji v mandátní Palestině loď dorazila v noci 25. prosince. Na pobřeží však kvůli rozbouřenému moři a silnému větru narazila na útesy a začala se potápět. Týmy elitních jednotek Palmachu a obyvatelé Nahariji začali ihned cestující zachraňovat. Palmach pak nechal na lodi vlajku se vzkazem Britům:
| „ | Tato loď Chana Seneš zde vysadila imigranty s pomocí židovského hnutí odporu. Nechť tato loď zůstane památníkem šesti milionů bratrů a sester, kteří zahynuli v Evropě, a symbolem hanby britské vlády. | “ |

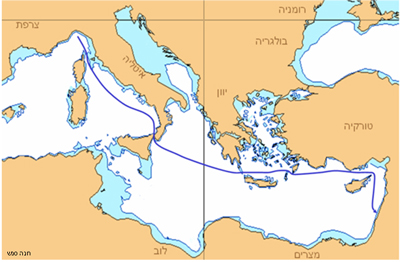
Trasa lodě

Zachránění imigranti byli v nákladních autech rozvezeni do nedalekých židovských osad, aby se zde ukryli. Když loď objevila britská policie, našla již jen prázdný vrak.
V roce 1946 byla loď zachráněna a opravena společností ha-Ogen, spadající pod Solel Bone, a poté byla používána jako nákladní loď. Po vypuknutí izraelské války za nezávislost byla předána námořním silám Paljam (předchůdci Izraelského vojenského námořnictva) a její první misí bylo přivést posily do obklíčené Naharije a evakuovat ženy a děti do Haify.
Původní vlajka s nápisem z Chany Seneš se dnes nachází v Muzeu utajovaného přistěhovalectví a námořním muzeu v Haifě.